# Enciclopédia Luso-Brasileira de Cultura
A Enciclopédia Luso-Brasileira de Cultura, editada entre 1963 e 1995, foi fruto de uma associação entre a Editorial Verbo e as instituições culturais da Companhia de Jesus.